# Grzybniczka
Grzybniczka [pronunciación en polaco: /ɡʐɨbˈnit͡ʂka/] (en alemán: Neu Griebnitz) es un asentamiento ubicado en el distrito administrativo de Gmina Manowo, dentro del Condado de Koszalin, Voivodato de Pomerania Occidental, en el norte de Polonia occidental. Se encuentra aproximadamente a 13 kilómetros al sureste de Manowo, a 22 kilómetros al sureste de Koszalin, y a 140 kilómetros al noreste de la capital regional Szczecin.
Antes de 1945, el área fue parte de Alemania. Para la historia de la región, vea Historia de Pomerania.